# Asesinato de Janet March
Janet Gail March (de soltera, Levine; 20 de febrero de 1963 - 15 de agosto de 1996) fue una ilustradora de libros para niños estadounidense de Forest Hills (Tennessee), un suburbio de Nashville. En agosto de 1996 fue reportada como desaparecida a la policía por su familia. Su esposo, Perry March, abogado, le dijo a la policía que había visto a su esposa por última vez cuando ella salió de la casa la noche del 15 de agosto, dos semanas antes, luego de una discusión. Afirmó que ella había hecho las maletas para unas vacaciones de 12 días en un lugar desconocido y se había ido. Nadie más la vio con vida después.
El automóvil de Janet fue encontrado en un complejo de apartamentos cercano una semana después del informe policial, aparentemente después de haber estado allí durante algún tiempo. Otra evidencia comenzó a sugerir que Perry había fabricado alguna evidencia del supuesto motivo de la partida de su esposa e intentó alterar o destruir otros elementos que podrían haber proporcionado evidencia. La policía pronto reclasificó el caso como homicidio, a pesar de la ausencia del cuerpo de Janet, y nombró a Perry como sospechoso. Poco después se mudó de regreso a su área natal de Chicago con los dos hijos de la pareja. Después de que sus suegros ganaran las visitas a sus nietos, huyó con sus hijos a México, donde se había jubilado su padre, Arthur, un ex farmacéutico del ejército estadounidense. El caso recibió atención en los medios de comunicación nacionales, donde fue tema de dos segmentos del programa 48 Horas de CBS News.
Durante varios años después, Perry luchó contra sus ex suegros en tribunales estatales y federales por la administración de la propiedad de Janet y el estado de sus hijos. Janet fue declarada legalmente muerta en 2000. La policía de Nashville continuó investigando el caso y encontró más evidencia que sugiere que Perry la había matado. A finales de 2004, un gran jurado lo acusó de asesinato y otros cargos por su muerte. La policía lo mantuvo en secreto hasta el año siguiente, cuando pudieron hacer arreglos para que lo arrestaran en México y lo extraditaran a Tennessee para enfrentarse a un juicio. Mientras estaba en la cárcel, la policía se enteró de que March estaba conspirando con su padre y otro recluso para que mataran a sus suegros. Arthur March fue luego detenido y extraditado. Después de decirle a los fiscales que había ayudado a Perry a trasladar el cuerpo de Janet a Kentucky, aceptó cooperar con ellos y testificar contra su hijo a cambio de una sentencia reducida; sin embargo, no pudo recordar exactamente dónde se había deshecho del cuerpo y nunca lo encontraron. El acuerdo de culpabilidad de Arthur fue rechazado y murió bajo custodia federal poco después de comenzar su sentencia.
Perry fue condenado por todos los cargos en 2006, a pesar de la ausencia del cuerpo de Janet. Apeló sin éxito la condena en un tribunal estatal, alegando que algunas de las pruebas se habían reunido en violación de sus derechos constitucionales. Un panel federal de apelaciones, que revisó su posterior petición de habeas corpus, estuvo de acuerdo en que el caso presentaba algunos problemas, pero consideró que no tenía la autoridad legal para anular la condena por esos motivos; y, en cualquier caso, encontró que las pruebas contra Perry habían sido tan abrumadoras como para convertir esas cuestiones en un error inofensivo. En 2015, la Corte Suprema de los Estados Unidos denegó su petición de certiorari, agotando sus recursos. Ha mantenido su inocencia durante todo el caso y actualmente cumple su condena de 56 años en el Complejo Correccional del condado de Morgan en Tennessee.

## Trasfondo
La pareja se conoció cuando ambos eran estudiantes en la Universidad de Míchigan, a principios de la década de 1980. Tanto Janet como Perry habían sido educados en escuelas privadas exclusivas en sus respectivas comunidades.

### Perry y Arthur March
Perry Avram March nació en 1961, hijo de Arthur March, quien a su vez era un inmigrante judío rumano llamado Paul Marcovich, quien se estableció en East Chicago (Indiana), con su esposa nacida en Chicago. Arthur se convirtió en farmacéutico y cambió su nombre a March en 1956, ya que el Ejército de los Estados Unidos, que a menudo lo llamaba al servicio de reservistas mientras trabajaba en la administración de atención médica, seguía escribiéndolo mal en los cheques. Su esposa, Tziporah, también era descendiente de inmigrantes de Europa del Este, habiendo nacido en Israel de emigrantes de la capital bielorrusa de Minsk. La pareja tuvo otros dos hijos después de Perry.
En 1970, Tziporah murió en circunstancias que no están del todo claras. Su esposo dijo que su muerte fue el resultado de un shock anafiláctico provocado por el dextropropoxifeno (Darvon) que había tomado para aliviar el dolor de una lesión en la cabeza. Sin embargo, sus certificados de defunción estatales y municipales dijeron que la muerte fue una sobredosis accidental. En la comunidad se asumió ampliamente que Tziporah se había quitado la vida. Los médicos consultados más tarde por un periodista de Nashville que informaba sobre el caso dijeron que el shock anafiláctico era lo suficientemente similar a los efectos del suicidio de Darvon como para ser una portada creíble y que en esa época los suicidios en la residencia del difunto a menudo se describían oficialmente como accidentes.
Los March se mudaron a su casa de vacaciones en Michiana (Míchigan). Arthur envió a Perry a la escuela La Lumiere en La Porte (Indiana), donde destacó en lo académico y en el atletismo. En su tiempo libre tomó clases de kárate, alcanzando finalmente el rango de cinturón negro de primer grado. Arthur March se retiró en 1978, habiendo alcanzado el rango de teniente coronel; su pensión fue su principal ingreso después de eso.
Después de graduarse con honores, Perry eligió asistir a la Universidad de Míchigan debido a la matrícula más baja que pagaba como estudiante en el estado, una gran consideración dados los ingresos limitados de su padre. También se sintió atraído por el programa de estudios asiáticos de la universidad y lo convirtió en su especialidad. Aquellos que lo conocieron en Míchigan lo recordaban con algunas "asperezas". En el momento del asesinato, una alumna de la universidad se adelantó y afirmó que la había golpeado en la cara mientras los dos estaban en la escuela, lo que Perry negó.

### Janet Levine
Janet Gail Levine nació en 1963, hija de Lawrence Levine, un neoyorquino que se había trasladado a Míchigan para estudiar, y de su esposa Carolyn. En ese momento estaba desarrollando su carrera como abogado financiero que terminó en la firma de Levine, Orr y Geracioti, lo que le llevó a convertirse en uno de los abogados más prominentes de Nashville y lo hizo socialmente prominente dentro de la comunidad judía de la ciudad. Janet fue la primera de sus dos hijos. Su objetivo era convertirse en artista, tal vez en ilustradora de revistas. Para cuando se graduó, ya había exhibido su trabajo en algunos de los restaurantes de la ciudad y en su Centro Comunitario Judío. Después de asistir a la prestigiosa Universidad Escuela de Nashville, donde había sido vicepresidenta de su clase, también fue aceptada en el alma mater de su padre.
Sus amigos la recordaban como una apasionada de su interés por el arte, hasta el punto de encarnar estereotipos comunes de artistas. Se sabía que iba a Chicago en viajes de compras sin previo aviso. Una amiga señaló que no solo había diseñado un prototipo para una silla plegable para bebés, sino que lo había patentado; sin embargo, nunca intentó explorar sus perspectivas comerciales. A menudo era "olvidadiza y tardía", pero los amigos toleraron sus lapsos debido a sus mejores cualidades. Sin embargo, también dijeron que podía ser difícil lidiar con ella cuando se enojaba.

### Relación y matrimonio
Por su parte, Janet estudió Artes en la Universidad de Míchigan. Poco después de que su compañera de cuarto le presentara a Perry March, durante su segundo año, se quedó dormida durante la que iba a haber sido su primera cita, un viaje a la sinagoga del campus para los servicios de Rosh Hashaná. Pero los dos luego se volvieron inseparables desde entonces.
Después de su graduación, Perry fue a Chicago para trabajar como agente de seguros para la firma Oppenheimer & Co. Janet se mudó con él allí mientras tomaba clases de arte en el Instituto de Arte. Pronto sintió nostalgia y pudo hacer arreglos para que sus padres pagaran la matrícula de Perry en la Facultad de Derecho de la Universidad Vanderbilt, donde una vez más se destacó académicamente y se convirtió en miembro de la revista de la facultad. Sus compañeros de clase lo recuerdan como un competidor impulsado y un negociador duro que estaba enfocado en tener éxito financiero; bromearon entre ellos diciendo que él era el que tenía más probabilidades de ser acusado algún día de fraude de valores.
La pareja se casó en 1987 después de que Janet, cansada de esperar a que Perry diera ese paso, le propusiera matrimonio de rodillas en Percy Warner Park. Sus padres pusieron el dinero para que los recién casados compraran una casa en una zona privilegiada de la ciudad. Perry se graduó un año después y, a pesar de las ofertas de destacadas firmas de Nueva York, aceptó un trabajo en Bass, Berry & Sims, una firma de Nashville especializada en asuntos financieros, donde fue uno de los primeros judíos que la firma predominantemente WASPy había contratado a tiempo completo. Janet comenzó a ilustrar libros para niños. Su primer hijo, llamado Samson, nació en 1990; su hija Tziporah le siguió en 1994.
Arthur March también había venido a vivir a Nashville en esta época. Después de la ejecución hipotecaria de su casa en Míchigan, Lawrence Levine compró la propiedad al banco y se la alquiló al padre de su yerno. Arthur luego dijo que Lawrence lo dejó vivir en la casa sin pagar el alquiler por un tiempo, pero luego lo alentó a mudarse a Nashville para estar más cerca de su hijo y nieto. Sin embargo, los registros en el condado de Berrien mostraron que Levine terminó el contrato de arrendamiento por falta de pago del alquiler a principios de 1987 y vendió la casa un año después. Cuando Arthur llegó a Nashville, los Levine lo dejaron vivir en su casa y le prestaron dinero para que pudiera establecerse allí. Sin embargo, se declaró en quiebra en 1991. Durante su estadía en la ciudad, solía decirle a la gente que se había retirado del ejército como coronel de pleno derecho y que había servido con los Boinas Verdes y en misiones de fuerzas especiales en Israel, afirmación que contradice sus registros de servicio.

#### Problemas matrimoniales (década de 1990)
El mismo año en que su padre quedó en quiebra, Perry también enfrentó un revés en su carrera. Una asistente legal de Bass Berry encontró la primera de una serie de cartas mecanografiadas anónimas en su escritorio, escritas por un admirador secreto que elogió su cuerpo y dijo que lo cautivó; se imaginó haciéndole cunnilingus durante largos períodos de tiempo. El escritor confesó que estaba casado y que si bien no había entendido previamente a los hombres que tenían aventuras extramatrimoniales, ahora sí lo hacía a pesar de que todavía amaba a su esposa y le rompería el corazón si lo hiciera. "El matrimonio tiene una forma de hacer que el sexo sea a veces aburrido, rutinario y antiguo", escribió.
Las notas posteriores continuaron en la misma línea y ella se lo hizo saber a la gerencia de la empresa. Con la ayuda de un investigador externo, instalaron una cámara oculta que monitoreaba un volumen oscuro sobre derecho tributario en la biblioteca de la firma donde el escritor le pidió que dejara una nota si estaba interesada en tener una aventura real. Resultó ser Perry, y se enfrentó a la opción de renunciar o ser despedido, con la primera opción disponible solo si buscaba algún tipo de ayuda profesional. El asistente legal, enojado porque la firma parecía estar tomando su tiempo para dejar que March tomara una decisión, renunció después de regresar de unas vacaciones. Aceptó pagarle a la mujer 25 000 dólares durante los próximos cuatro años, con la primera mitad del pago (12 500) en cuotas mensuales y la última mitad como una suma global al final de ese tiempo, para evitar una demanda por acoso sexual contra él y la firma. Mantuvo los pagos en secreto de Janet. Poco después, comenzó a ver a un consejero matrimonial con ella.
Para 1993, Perry había admitido ante Carolyn Levine, quien había asumido el papel de una madre sustituta para él desde que su propia madre muriese durante su infancia, que la pareja estaba teniendo problemas en su matrimonio. Su carrera continuó en Levine Orr, el bufete de su suegro, donde representó a algunos clientes de alto perfil local, como propietarios de clubes nocturnos, y en ocasiones trabajó pro bono para el Centro Comunitario Judío de la ciudad, donde también fue un miembro del Consejo. Janet continuó su carrera artística, a menudo almorzando sola en restaurantes locales donde trabajaba con su bloc de dibujo. Se mantuvo al margen de sus amigos y no habló de su relación en detalle con ellos, aunque algunos dijeron que a veces parecía deprimida.
Al año siguiente, Janet dio a luz a una hija, Tziporah, que llevaba el nombre de su propia suegra, que murió mucho antes de conocer a su marido. Era hora de trasladar a su familia en crecimiento a una casa más grande, y compraron una propiedad de 1,6 ha en el suburbio de Forest Hills, al sur de Nashville, donde pasaron todo 1995 construyendo una casa de piedra de 650 000 dólares. Los contratistas que trabajaron en la casa unos 490 m² recordaron a Janet, quien estuvo muy involucrada en el proyecto, como particularmente difícil. Dijeron que siempre amenazaba con ir con su esposo o su padre, quien sostenía la nota en la casa junto con su propia esposa, cuando hubo incluso una pequeña disputa. Cuando Perry respondió a sus llamadas, dijeron, a menudo era más razonable.

#### Problemas matrimoniales (1996)
Las dificultades matrimoniales empeoraron tras mudarse a la nueva casa. Aunque Perry había comenzado a ver a un psiquiatra, y Janet a veces lo acompañaba en esas visitas, además de ir por su cuenta, él comenzó a pasar las noches fuera de la casa. Algunos amigos afirmaron más tarde que lo vieron en compañía de otras mujeres. Le preguntó a un cliente que era dueño de un club nocturno popular en el centro de Nashville si podía mudarse a su condominio libre.
Cuando Perry estaba en casa, él y Janet continuaron discutiendo, a veces frente a los niños, lo que llevó a Carolyn a decirle que tenía que salir de la casa si eso continuaba. Perry le dijo que creía que Janet estaba considerando divorciarse. Durante el verano, los dos comenzaron a ver al psiquiatra nuevamente juntos, nuevamente discutiendo entre sí con tanta vehemencia en su oficina que sugirió una separación de prueba.Perry dijo más tarde que había alquilado una casa para ese propósito, pero que aún no se había mudado a ella. En una de sus últimas sesiones, recordó, Janet le preguntó a Perry si le había dicho al psiquiatra por qué había tenido que dejar Bass Berry, lo que previamente le había explicado al psiquiatra que se debía a un conflicto con un compañero de trabajo.
Un vecino recordó al diario The New York Times que Perry "tenía muy mal genio", se metía en una pelea de gritos con un vecino anciano y les gritaba a los demás cuando llegaban al callejón sin salida donde se encontraba la nueva casa. A mediados de agosto, cuando el pago final de 12 5000 dólares a la ex asistente legal de Bass Berry habría vencido, él le escribió una carta en la que le decía que tenía problemas para conseguir el dinero y le preguntaba si podía esperar hasta octubre de 1996.
Es posible que Janet finalmente haya llegado al punto de poner fin al matrimonio. Deneane Beard, la señora de la limpieza que les atendía, recordó haber visto un libro sobre el divorcio en la mesita de noche de Janet a principios de 1996. El 14 de agosto, Ella Goldshmid, la niñera de los familia, que venía dos días a la semana, dijo que en lugar de charlar con ella a su llegada, como hacía normalmente, Janet, más retraída que de costumbre, dijo que estaría trabajando en la computadora todo el día y cerró la puerta de la oficina, algo que le sorprendió ya que nunca lo había hecho antes. Al día siguiente, los amigos de Janet que la vieron o hablaron con ella dijeron que ella también parecía distraída y un poco asustada de Perry. Janet y Carolyn hicieron una cita para ver a un abogado de divorcios el 16 de agosto.

## Desaparición
El 15 de agosto, dos ebanistas que habían trabajado en la casa durante su construcción llegaron al domicilio por la tarde para hacer los trabajos de garantía, instalando dos encimeras en la cocina y apretando un grifo. Janet los supervisó de cerca mientras Perry jugaba con los niños. Terminaron su trabajo en una hora y se fueron, siendo las últimas personas fuera de su familia que vieron a Janet.
Esa noche, después de acostar a los niños, Perry, que había pasado la mayor parte de sus noches las dos semanas anteriores en hoteles locales, afirma que él y Janet empezaron a discutir de nuevo. Alrededor de las 20 horas, dijo, se ofreció a pasar la noche en un hotel. En cambio, dijo, ella anunció que se iba de vacaciones a un lugar que no compartiría con él. Según Perry, empacó algo de ropa en dos bolsas y una maleta, se metió en su Volvo 850 gris con su pasaporte, 1 500 dólares en efectivo y una bolsa de marihuana. Después de dejarle una lista escrita de cosas que hacer en su ausencia, dice, ella salió de la casa alrededor de las 20:30 horas.
Poco después de las 21 horas, según muestran los registros, Perry hizo llamadas telefónicas a familiares y amigos diciéndoles que Janet lo había dejado a él y a los niños. Primero llamó a su hermano y luego a su hermana, quienes todavía vivían en el área de Chicago. A las 22 horas, le dijo a Laurel Rummel, una amiga de toda la vida de Janet a quien también le había confiado los problemas matrimoniales de la pareja, que Janet se había ido. A medianoche, llamó a sus suegros. Carolyn Levine dijo más tarde que le parecía diferente a Janet salir después de una pelea, pero le dijo a Perry en ese momento que Janet la llamara cuando regresara.

### Hechos posteriores e investigación familiar
A la mañana siguiente, varios visitantes de la casa notaron la ausencia de Janet. Beard llegó para la limpieza de la casa programada regularmente en algún momento entre las 8 y las 8:30 horas de la mañana. Ella testificó más tarde que parecía que la casa ya había sido limpiada y que Perry le dijo que no limpiara la sala de juegos de los niños. Explicó la ausencia de Janet diciendo que se había ido a California en un viaje de negocios. Cuando Ella Goldshmid, la niñera a tiempo parcial de los March, llegó entre las 9:30 y las 10 de la mañana, Perry también le dijo que Janet se había ido a California, pero le explicó que estaba visitando a su hermano Mark, quien en ese momento ejercía la abogacía en Los Ángeles. Ella dijo más tarde que cada vez que Janet había viajado fuera de Nashville, siempre se lo había hecho saber con anticipación y había dejado instrucciones.
Beard había terminado la limpieza que tenía que hacer y salió de la casa cuando llegó el siguiente visitante. Marissa Moody trajo a su hijo para una cita de juegos con Samson March que ella y Janet habían organizado el día anterior. Cuando llegó alrededor de las 10 horas, recordó, ni Janet ni Perry salieron de la casa para saludarlos, lo que la hizo sentir desairada ya que sintió que los dos la mantenían a distancia. Samson los dejó entrar por la puerta de la cocina, donde les dijo que su madre no estaba en casa.
Samson, recordó Moody, estaba jugando arriba y abajo sobre una alfombra oriental enrollada que estaba en el espacio del piso justo afuera de la cocina, al lado de la sala de juegos que Perry le había dicho a Beard que no limpiara. A ella le pareció extraño, ya que la casa de March estaba decorada de manera bastante austera, y la pareja prefería los pisos de madera expuesta con una cubierta mínima. Después de unos minutos, Samson fue a buscar a su padre, quien aparentemente no sabía nada de la cita para jugar, pero le dijo a Moody que siguiera adelante. Cuando regresó a recoger a su hijo alrededor de las 14 horas, Perry no estaba allí; en cambio, estaba almorzando con Rummel, con quien estaba discutiendo planes para una nueva alfombra para su bufete de abogados. Rummel dijo que si bien pudieron discutir eso, Perry a veces se emocionaba con Janet y tenía problemas para concentrarse.
Inicialmente, los Levine creyeron en el relato de Perry sobre la desaparición de su hija. Después de que Marissa Moody recogiera a su hijo, Perry regresó a la casa y llevó a sus hijos a su casa. Él y Lawrence Levine luego fueron al Aeropuerto Internacional de Nashville para buscar en los estacionamientos el Volvo de Janet, que no encontraron.
El domingo por la noche, 17 de agosto, Carolyn Levine comenzó a preocuparse, ya que Janet nunca había dejado a sus hijos durante tanto tiempo sin decírselo a nadie. Quería llamar a la policía, pero Perry y su hermano Ron, que había bajado de su casa para ayudar, persuadieron a los Levine de que esperaran el período de 12 días en el que la lista de Janet para Perry sugería que se iría hasta que expirara. Esa noche, Perry también llamó a su padre, quien para ese momento se había mudado a la cabaña de un cuidador en una finca en Ajijic, en el lago de Chapala del estado mexicano de Jalisco, un destino popular para muchos jubilados estadounidenses, particularmente exmilitares, debido a su bajo costo de vida. Arthur le dijo a Perry que vendría a ayudarlo con los niños y condujo desde allí a Nashville, donde llegó varios días después. El 23 de agosto, según alegaron los Levine en una presentación judicial posterior, Perry comenzó a buscar los servicios de un abogado defensor penal.
Para ese momento, al final de la semana, tanto Perry como sus suegros estaban comenzando a temer que Janet estuviera en problemas, ya que la fiesta del sexto cumpleaños de Sansón se iba a llevar a cabo el 25 de agosto. Perry quería denunciar su desaparición a la policía; pero dijo que los Levine no querían hacerlo porque temían avergonzar a Janet. Ellos, a su vez, afirmaron más tarde que su yerno se había resistido a llamar a las autoridades.
La fiesta de cumpleaños de Samson se celebró el 25 de agosto según lo programado. A los invitados ajenos a la familia se les dijo una variante de uno de los relatos de Perry: que Janet había estado visitando a su hermano en California, donde había contraído una infección de oído que le impedía participar. Muchos dijeron más tarde que aceptaron esta versión de su desaparición.
Arthur March asistió a la fiesta de cumpleaños de su nieto, pero se fue a Chicago al día siguiente. Cuando Carolyn Levine le preguntó a su yerno por qué, él dijo que su padre "tenía una gran boca [y] lo cuenta todo". Más tarde exclamó "¡Esa jodida Janet me ha arruinado la vida!". Carolyn nunca antes había escuchado a Perry hablar de esa manera sobre su esposa. El 29 de agosto, con el paradero de Janet aún desconocido después de dos semanas, los Levine notificaron al Departamento de Policía Metropolitana de Nashville que Janet estaba desaparecida.

### La supuesta lista de Janet
La familia de Janet consideró que la lista que supuestamente le había dado a Perry de cosas que hacer mientras ella estaba fuera era el aspecto más preocupante de su desaparición. Si bien ella, como Perry, normalmente organizaba sus instrucciones para los demás como listas, muchos aspectos de esta eran inconsistentes con la forma en que ella hacía las suyas. Según su madre, Janet por lo general escribía sus listas a mano o las dictaba para que otras las escribieran, en lugar de escribirlas en ordenador e imprimirlas.
Cuando escribía, utilizaba exclusivamente letras minúsculas, mientras que la lista entregada a Perry empleaba mayúsculas normales. Janet, por lo general, fechaba sus listas en la parte superior de la página, mientras que la lista lo estaba en la parte inferior, como lo hacía Perry con más frecuencia. El contenido de la lista también planteó preguntas. No mencionó la cita de juegos que Janet había programado para el día siguiente con Marissa Moody, que la familia de Janet cree que ella habría incluido si hubiera escrito la lista. Perry luego refutó el relato de Moody, diciendo que él, y no Janet, había organizado la cita.
Dos miembros de la familia de Janet también testificaron más tarde sobre incidentes que respaldaron aún más su creencia de que Perry realmente había escrito la lista. Según Carolyn Levine, cuando ayudó a Perry a acostar a los niños la noche después de la desaparición de Janet, notó un bloc de notas amarillo junto a la computadora de los Marche con una lista manuscrita de tareas, similares a las de la lista de Janet. En la parte superior, las palabras "dos semanas" estaban escritas con la letra de Perry y encerradas en un círculo.
Mark Levine dijo que un día en que él y Perry estuvieron en la casa de sus padres poco después de la desaparición de Janet, y le preguntó a Perry si podía ver la lista en el ordenador de los March. Perry estuvo de acuerdo, y los dos se fueron a la casa de Forest Hills en sus propios autos. Mark dijo que Perry condujo allí muy rápido y llegó antes; al aparcar y bajarse, vieron que la puerta estaba cerrada con llave y Perry lo dejó entrar solo después de que tocase el timbre varias veces.
Perry le dejó ver el archivo en la computadora. En el contrainterrogatorio admitió más tarde que vio en la marca de tiempo del archivo que se había guardado a las 20:17 horas del 15 de agosto, de acuerdo con el relato de Perry sobre las acciones de Janet esa noche. Pero también encontró otro archivo, de seis páginas, a espacio simple y sin sangría, que parecía ser una lista hecha por Janet de las veces que Perry la había agraviado. Si bien Perry le dijo que podía imprimirlo si quería, Mark no sabía cómo hacerlo en la computadora de Marche y Perry no se lo explicó. Mark nunca pudo imprimirlo en ningún otro momento.
Más tarde, el detective de policía que investigó originalmente el caso también encontró que los períodos de tiempo eran extraños. El período de 12 días habría tenido sentido a primera vista, pues habría podido regresar para estar en el cumpleaños de Samson. Pero en el momento de su supuesta desaparición, se habían enviado invitaciones a la fiesta de Sammy el 25 de agosto, dos días antes, a amigos y familiares. No creía que Janet se hubiera perdido la celebración de forma deliberada.

## Investigación policial
Después de tomar el informe de los Levine, los detectives revisaron las admisiones del hospital local y la tarjeta de crédito y las cuentas bancarias de Janet, pero no encontraron rastro de ella. Mark, el hermano de Janet, había llegado a Nashville desde California para entonces y recordó que poco después de que se hiciera el informe, un coche de la policía del MNPD llegó a la casa familiar. Perry, que también estaba allí, se puso tan ansioso ante la vista que le tomó varios intentos para levantarse de su silla debido a sus temblores incontrolables. Luego le pidió a Mark que llamara a su propio hermano, Ron.
La primera ruptura en el caso se produjo poco más de una semana después, el 7 de septiembre, cuando el Volvo de Janet fue encontrado en un estacionamiento en un complejo de apartamentos a aproximadamente 8 km de la casa. Dentro estaban la mayoría de los artículos que Perry dijo que Janet se había llevado cuando se fue. El detective que procesó el vehículo testificó más tarde que había una capa de polvo y polen en el exterior, lo que sugiere que había estado estacionado allí, sin usar, durante algún tiempo. Había telarañas en los huecos de las ruedas y cuando se quitaron los neumáticos, en los rotores de freno se encontró óxido, lo que confirmaba aún más esta suposición. En el interior, la policía encontró un bolso con la identificación de Janet, sus tarjetas de crédito, el pasaporte y once dólares en efectivo, así como una maleta llena de ropa y una pequeña bolsa de lona con artículos de aseo. Una maleta gris que Perry dijo que Janet se había llevado no estaba en el vehículo. En la guantera había un billete de 50 dólares.
El asiento del pasajero delantero se había echado hacia atrás, mientras que el del conductor estaba pegado al volante. En el suelo, frente a los detectives, se encontraron un par de sandalias blancas de Janet. El calzado parecía haber sido "cuidadosamente colocado", dijeron más tarde a un periodista, en lugar de desecharlo como lo haría un usuario después de quitárselo. Los investigadores también consideraron inusual que, si bien la maleta de Janet estaba llena de vestidos de verano que una mujer podría usar en esa época del año, aparentemente no había empacado ningún sostén. Su neceser tampoco contenía pasta de dientes ni cepillo para el cabello.
Ese mismo día, un investigador privado contratado por los Levine habló con Perry. Noto que se refería a Janet en tiempo pasado. Después de la entrevista, fue al complejo de apartamentos donde se encontró el automóvil de Janet e intentó hablar con los residentes sobre si podrían haber visto a alguien dejar el Volvo allí. Perry aparentemente se enteró de que lo estaba haciendo y le llamó, exigiéndole con enojo que le enviara por fax una lista de todas las personas con las que había hablado y lo que le dijeron después de que terminara, y luego colgó.
Cinco días después, el MNPD registró el Jeep de Perry. El mismo detective que había registrado el Volvo de Janet testificó más tarde que se recuperó evidencia de cabello y fibra del asiento trasero. Admitió durante el interrogatorio que el vehículo no parecía haber sido limpiado recientemente, pero dijo que olía algún tipo de limpiador o desinfectante.
El 10 de septiembre, la policía entrevistó a Perry. El detective dijo que parecía nervioso cuando se le informó de sus derechos para evitar la autoincriminación y negar el consentimiento para un registro en su casa, derechos que Perry dijo que entendía como abogado en ejercicio. Escribió a mano un comunicado dando su relato de lo ocurrido la noche del 15 de agosto.
Perry llevó a los niños a Chicago durante el siguiente fin de semana, del 14 al 15 de septiembre, para la fiesta del Rosh Hashaná con su familia, aunque Arthur no los acompañó porque Perry dijo que no podía pagar el viaje. Durante este tiempo, el MNPD obtuvo una orden de registro para la casa de March y le dijo a su abogado el 16 de septiembre que tenían la intención de ejecutarla al día siguiente. Cuando lo hicieron, descubrieron que el disco duro del ordenador había sido extraído a la fuerza y no se podía encontrar.
La policía investigó más a fondo las acciones de Perry desde la desaparición. Descubrieron que el 21 de agosto, casi una semana después, había ido a una tienda de llantas local y había comprado unas cubiertas nuevas para su Jeep. El dueño de la tienda les dijo que las llantas existentes estaban en excelentes condiciones y no veía por qué Perry las hubiera querido cambiar. Perry dijo que quería una marca diferente. Los registros también mostraban que antes de la desaparición, Janet generalmente usaba solo una tarjeta de crédito Visa y Perry colocaba la mayoría de sus compras en una MasterCard, pero Janet no había usado ninguna de las dos desde la desaparición, mientras que Perry había usado ambas.

## Sospecha de Perry March
Poco después de la búsqueda, Perry llevó a sus hijos al área de Chicago. Alquiló una casa en Wilmette, donde vivía su hermano, y se llevó la mayoría de sus posesiones y las de Janet. Andrew Saks, un amigo que lo ayudó a empacar el 18 de septiembre, recuerda que Perry parecía serio pero agravado. En un momento dijo que quería "joder a los Levine y joder a la policía de Nashville", lo que a Saks le pareció alarmante; más tarde notó que Perry no respondió a su oferta de ayudar a encontrar a Janet.
La esposa de Saks, Diane, amiga de Janet desde hace mucho tiempo, también dio testimonio más tarde de un comentario posiblemente incriminatorio hecho por Perry. Ella estaba hablando con él por teléfono después de su traslado a Chicago cuando él le preguntó de repente si creía que había matado a Janet. Antes de que ella pudiera responder, Perry se explayó, preguntando qué podría decir ella si él le dijera que había puesto el cuerpo de Janet en la parte trasera de su coche, se había marchado con los niños durmiendo solos en la casa, y había vuelto "como si nada hubiera pasado". Después de eso, Andrew le dijo a Perry que no los llamara más.
Para cuando Perry dejó el área de Nashville, los Levine habían llegado a creer en este escenario. Muchos de los amigos de los March llegaron a estar de acuerdo, ya que Perry nunca les devolvió las llamadas para ofrecerles apoyo ni se acercó a ellos. Después de que la policía anunció que estaban tratando el caso como un homicidio, con Perry como sospechoso, los medios locales informaron sobre el caso. Preocupaba el área de Nashville durante el otoño de 1996, ya que ningún crimen local lo había hecho desde la violación y asesinato de Marcia Trimble, casi 20 años antes.
La policía trajo helicópteros del ejército, buzos, perros expertos en la búsqueda de cuerpos y dispositivos de imágenes térmicas mientras buscaban el cuerpo de Janet en los bosques de la zona. El abogado de Perry informó a la policía que su cliente ya no cooperaría con ellos y que necesitarían una orden judicial para futuras búsquedas de su propiedad. La sospecha se profundizó en noviembre cuando Perry no asistió al servicio conmemorativo de Janet. Un amigo que dijo que aún no estaba convencido de la culpabilidad de Perry fue discretamente informado por un intermediario que no debía ir a visitar a los Levine mientras ellos sentaban el Shiv'ah por su hija, para evitar cualquier incomodidad.
A principios de 1997, el semanario alternativo Nashville Scene publicó un artículo de dos partes sobre el caso que revelaba información nueva, como el contenido de las cartas que Perry le había dejado al asistente legal de Bass Berry en 1991 y las preguntas sobre la muerte de su madre. Resumía la teoría policial del caso en ese momento: que Perry había matado a Janet, con toda probabilidad sin intención, tal vez a través de un agarre que podría haber aprendido a través de sus estudios de kárate (que un instructor le dijo a Scene que habría sido capaz de hacer en nivel cinturón negro), fabricó la lista y luego llevó el Volvo de Janet a donde lo encontraron, empacando su bicicleta de montaña en el coche para poder regresar a casa. Creyeron que había escondido su cuerpo, tal vez inicialmente en la alfombra que vio Marissa Moody (pero, en ese momento, nadie más afirmó) y luego en algún lugar más permanente, posiblemente con la ayuda de su padre.
Perry fue entrevistado para el artículo en su casa en Wilmette. Se comparó a sí mismo con Richard Jewell, sospechoso erróneamente del atentado del Centennial Olympic Park ese verano, y dijo que estaba arreglando el financiamiento para comprar la parte de la casa de su suegro y regresar a Nashville, donde podría comenzar su propio bufete de abogados. "No permitiré que un oficial de policía equivocado, un hombre vengativo y unos pocos periodistas de mala fama destruyan lo que he tardado años en construir", le dijo al reportero. También amenazó con presentar demandas por difamación contra el excompañero de Míchigan que lo había acusado de agredirla, dijo el periódico The Tennessean, aunque el abogado de Perry dijo que no creía que su cliente cumpliera con esas amenazas.
Aunque Lawrence Levine se negó a comentar, The Scene informó que estaba igualmente comprometido con que Perry se enfrentara a la justicia por matar a Janet. Ninguno de sus amigos o socios legales hablaría oficialmente. "Cuando Larry está lúcido", dijo uno que no fue identificado, "de lo único que puede hablar es de destruir a Perry".

## Juicio civil
La determinación de Perry de salir triunfante, y la determinación de su suegro de destruirlo, reflejaron un litigio civil entre Perry y sus suegros que comenzó poco después de su mudanza al área de Chicago. En octubre, Perry presentó una petición en la corte testamentaria del condado de Davidson para que él mismo nombrara al administrador de los activos de Janet en su ausencia. Los Levine se opusieron a esto y presentaron su propia moción, primero en Tennessee y luego en el tribunal de familia del Condado de Cook (Illinois), para los derechos de visita de los abuelos, a lo que Perry se opuso con igual vigor.
En el proceso de sucesión, el tribunal de primera instancia nombró rápidamente a un curador para proteger la propiedad de Janet mientras las partes resolvían su disputa. Advirtió que dada la difícil relación entre ellos, los activos líquidos de Janet pronto se agotarían si las partes continuaban, lo que obligaría al tribunal a exigir la venta de bienes muebles a los que cualquiera o ambos podrían atribuir un gran valor sentimental. Después de que Perry se mudase, los Levine argumentaron que cuando el tribunal ordenó a Perry que devolviera algunos de estos artículos personales, él no los hizo o los devolvió dañados. En un momento, afirmaron, había trasladado parte a Hammond (Indiana), sin decirles hasta que se presentaron a recogerlo, simplemente, alegaron, para incomodarlos. Perry también se negó a ser depuesto inicialmente y luego se retiró cuando lo fue; todas estas acciones llevaron a citaciones por desacato en su contra, que inicialmente apeló.
Los Levine presentaron su petición de visitas en el momento en que Perry se mudó con sus hijos a Wilmette. Perry argumentó que su objetivo real era permitir que la policía y los medios de comunicación entrevistaran a Samson, lo que no quería permitir (en cualquier caso, afirmó, el niño estaba dormido cuando Janet se fue). Durante una deposición en octubre en el caso, Perry invocó sus derechos de la Quinta Enmienda contra la autoincriminación en respuesta a 15 preguntas, incluso cuando se le preguntó si había matado a su esposa. Esto fue noticia en los medios de Nashville y reforzó aún más la percepción del público de que efectivamente lo había hecho, aunque los expertos legales dijeron que era lo único que podía hacer en esa situación.
Otra evidencia que luego se usaría contra Perry provino de actividades asociadas con estas demandas. Carolyn Levine estaba registrando la casa de Forest Hills a principios de 1997, después de que Perry se mudara y se llevara la mayoría de las posesiones de la familia a Chicago. En el garaje, encontró dos sobres con el logo de una empresa que solo usaba Janet y su nombre escrito a mano, ambos con letras mecanografiadas. Estos resultaron ser los originales de los que Perry había enviado copias al asistente legal de Bass Berry en 1991, y Carolyn llamó a la policía. Teorizaron que tal vez Janet los había descubierto, confrontó a Perry con ellos y exigió el divorcio esa noche, lo que provocó su reacción asesina.
En marzo de 1999, un abogado de familia del área de Chicago designado por la corte visitó a Perry en su casa para entrevistarlo en el caso de visitas. Dicho abogado testificaría más tarde que no había fotografías u otros recuerdos de Janet en la casa, lo que le pareció perturbador. Después de presentar un informe en el que recomendaba que se concedieran las visitas, dijo que Perry se enojó y amenazó con desaparecer con los niños en Singapur.

## México

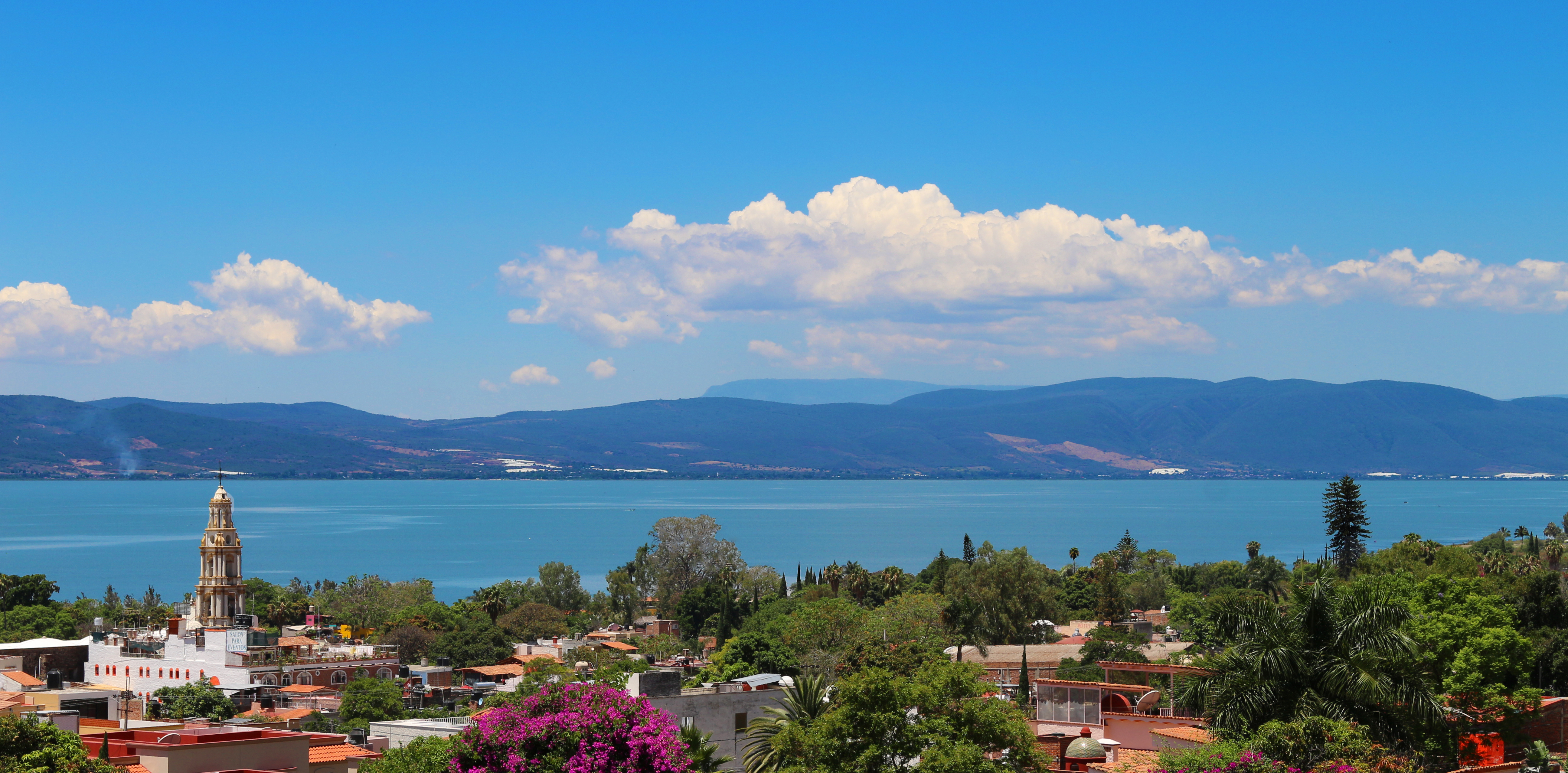
Ajijic, donde Perry se mudó con los niños en 1999.

El tribunal otorgó las visitas de Levine a fines de 1999. Sin embargo, cuando llegaron a Wilmette para recoger a los niños, Ron March, uno de los abogados de su hermano en ese momento, les dijo que Perry se había mudado con ellos a la residencia de su padre en México. "Traje a Perry aquí porque no tenía ningún otro lugar adonde ir", explicó Arthur a CBS News más tarde. Una semana después de establecerse, Perry conoció a una mujer local, Carmen Rojas, con quien pronto se casó.
De vuelta en Nashville, los Levine respondieron modificando su reclamo de sucesión para incluir una acusación de muerte por negligencia contra Perry. Para respaldarlo, hicieron que Janet fuera declarada legalmente muerta. Perry, inhabilitado a principios de ese año por mala conducta no relacionada con sus disputas con los Levine, no compareció ante el tribunal ni contrató a ningún abogado para defenderse, por lo que se otorgó un fallo en rebeldía a los Levine. Se le ordenó pagarles 113,5 millones de dólares, que luego apeló.

### Esfuerzos de los Levine por quedarse con los niños
En mayo de 2000, los Levine llegaron a Ajijic (estado de Jalisco) para exigir que Perry les concediera sus derechos de visita. Él y su padre se negaron a dejarles ver a los niños y regresaron a Nashville. Un mes después, los Levine volvieron a México. Esta vez también tenían una orden judicial mexicana, y pudieron hacer que las autoridades mexicanas arrestaran a Perry por cargos de que había violado los términos de su visa. Más tarde pudo hacer que se retiraran los cargos, pero mientras estaba ocupado haciéndolo, los Levine fueron a la escuela de los niños, esquivaron a Arthur March, que los llegó a perseguir hasta el aeropuerto, y los llevaron de regreso a Nashville. La orden de visita los limitó a 39 días con los niños, pero inmediatamente comenzaron a tomar medidas para obtener la custodia permanente de ellos.
Si bien los Levine creían que estaban actuando de acuerdo con las leyes de ambos países, Perry consideró su acción como un secuestro. Dos abogados de Tennessee que estuvieron de acuerdo con esa evaluación contactaron a Perry y acordaron representarlo pro bono. Ellos iniciaron una acción en un tribunal federal para que los niños fueran devueltos a Perry en México bajo la Ley de Remedios para la Sustracción Internacional de Menores, que implementó la Convenio sobre los aspectos civiles de la sustracción internacional de menores, hecho en La Haya, en la ley federal de los Estados Unidos. "La conclusión es que este tratado dice que no se puede robar niños y tratar de tomar decisiones de custodia en la jurisdicción donde se los robó", dijo Perry a CBS.
En respuesta, los Levine argumentaron que tenían la custodia legítima de los niños una vez que regresaban a los Estados Unidos debido a la orden de visita, que la residencia habitual de los niños bajo la Convención estaba en Illinois, no en México; y que dejarlos volver a vivir con Perry crearía un grave riesgo de daño y violaría los derechos humanos y las libertades internacionales. También afirmaron que Perry no pudo presentar el caso ya que era un prófugo de la justicia en el momento en que se fue a México debido a las órdenes de desacato pendientes de los casos anteriores.
En octubre, la jueza Aleta Arthur Trauger tomó posesión de Perry. El expediente probatorio, dijo, establecía que la residencia habitual de los niños era México en ese momento. Si bien los Levine creían que Perry había matado a su hija y había ganado un juicio civil en su contra por esos motivos, nunca alegaron que los niños lo presenciaron y no establecieron de otra manera una posibilidad razonable de que pudieran sufrir daños bajo el cuidado de Perry. Y si bien Perry enfrentó citaciones por desacato pendientes, eso no cumplió con los criterios establecidos en la jurisprudencia para prohibir su petición como fugitivo. Por lo tanto, dijo, los Levine tuvieron que devolver a los niños a Perry una vez que expiraran los 39 días.
Trauger suspendió su decisión para que las partes pudieran apelarla ante la Corte de Apelaciones de Estados Unidos para el Sexto Circuito. Los Levine argumentaron que todos los aspectos de la decisión estaban equivocados; Perry argumentó en su apelación cruzada que no tenían legitimación ni siquiera para ofrecer una defensa. Un panel de tres jueces escuchó argumentos orales en marzo de 2001; Mark Levine defendió a sus padres.
Un mes después, el panel apoyó por unanimidad al tribunal de distrito. El juez Richard Fred Suhrheinrich escribió que la opinión de Trauger había sido lo suficientemente "bien razonada" como para que la corte de apelaciones la adoptara en su totalidad. La mayor parte de su opinión se dedicó a desarrollarlo y reprender a los Levine. Perry no pudo haber sido un fugitivo en el momento en que se mudó a México, escribió, ya que las citaciones por desacato se emitieron después de que él fue allí. Señaló que las órdenes de desacato del tribunal de sucesiones se debieron a que no devolvió a los Levine un bolso de noche con cuentas y una manta de bebé, que calificó de "motivos evidentemente insignificantes" para lo que caracterizó como "el intento vengativo de los Levine de privar a March de su día en la corte". También señaló que los Levine excedieron la autoridad de la orden judicial mexicana, que solo les permitía llevar a los niños hasta Guadalajara, y que al llevarlos de regreso a Nashville los Levine y su hijo habían incurrido en cargos de secuestro en México, por lo que se había emitido una orden de arresto, que posteriormente fue desestimada.

### Sentencia de muerte por negligencia revocada
Después de que le devolvieran los niños, Perry se instaló en México, trabajó como asesor financiero y comercial y abrió un café con su segunda esposa. En 2003, obtuvo otra victoria legal contra los Levine, cuando la Corte de Apelaciones de Tennessee anuló la sentencia de muerte por negligencia en su contra. La mayoría de dos jueces encontró que los Levine no habían ofrecido nueva evidencia de que Perry había matado a Janet cuando enmendaron su reclamo para incluir muerte por negligencia casi tres años después del litigio testamentario, una demora indebida, y que la mala conducta de Perry no justificó una sentencia en rebeldía. en su contra en ese caso, sobre todo porque se había ofrecido a ser depuesto por teléfono o en México.
Sin embargo, la mayoría negó a Perry su moción de desestimación de la demanda de muerte por negligencia sobre el fondo, ya que el caso era puramente procesal. El juez disidente argumentó que la mayoría había interpretado de manera demasiado estricta los precedentes en los que se basó el tribunal de primera instancia, y que la cuestión de la posible muerte de Janet a manos de Perry había formado parte del proceso desde el principio. Por ejemplo, señaló, a los Levine se les había prohibido preguntarle a Perry al respecto en las declaraciones.

## Arresto y juicio
La resolución de los casos civiles a favor de Perry no disuadió al MNPD. A pesar de la continua ausencia del cuerpo, dos detectives del equipo de casos sin resolver del departamento comenzaron a investigar la desaparición de Janet nuevamente. Las actividades comerciales de Perry en México le habían hecho algunos enemigos allí, donde muchos expatriados que habían hecho negocios con él lo acusaron de fraude. Los detectives se enteraron de que en 2001, Perry amenazó a un abogado mexicano y a su cliente de que "nos acabaría como lo hizo con su esposa".
A finales de 2004, los dos detectives y la fiscalía comenzaron a presentar en secreto pruebas contra Perry ante un gran jurado. Después de escuchar a 59 testigos, devolvió una acusación formal por cargos de asesinato en segundo grado, manipulación de pruebas y abuso de un cadáver. La acusación, al igual que los procedimientos que la produjeron, permaneció en secreto mientras los fiscales trabajaban con el FBI y el gobierno mexicano para obtener la documentación para el arresto y extradición de Perry.
En agosto de 2005, Perry fue arrestado en su restaurante. Fue llevado al Aeropuerto Internacional de Guadalajara y lo subieron a un avión a Los Ángeles (California). Una vez que aterrizó, las autoridades mexicanas lo entregaron al FBI y fue arrestado por los cargos por los que había sido procesado. Los Levine iniciaron otra acción por la custodia total de los nietos, que finalmente tuvo éxito.
En el avión a Nashville, Perry fue escoltado por Pat Postiglione, uno de los dos detectives de casos sin resolver. Perry comenzó a hablar con él, aunque Postiglione le recordó que no tenía la obligación legal de hacerlo. Perry dijo que quería hablar de todos modos e hizo algunas admisiones relacionadas con el caso. Le dijo al detective que era "hora de cerrar este capítulo de mi vida" y dijo que estaba dispuesto a declararse culpable si se le aseguraba una sentencia de no más de siete años. Si se llegaba a tal acuerdo con la fiscalía, prometió ser completamente honesto. Postiglione dijo que transmitiría esa información a la oficina del fiscal de distrito.
"Antes del incidente de Janet", dijo Perry a Postiglione, "no he estado involucrado en ninguna otra actividad delictiva". Preguntó cómo era la vida en prisión, la diferencia entre seguridad máxima y mínima. Perry también quería saber sobre la evidencia en su contra, si habían descubierto el cuerpo de Janet o no, y planteó como una pregunta hipotética si alguien podría ser culpable de asesinato en segundo grado si la muerte fue accidental. Si bien había amado a Janet intensamente, Perry le dijo al detective que ella había sido retratada de manera un tanto idealista en los medios de comunicación desde su desaparición.

### Conspiración para matar a los Levine
A su regreso a Nashville, Perry fue alojado en la cárcel del condado. En su primera noche, se acercó a Russell Farris, otro recluso que estaba a la espera de juicio por intento de asesinato y algunos otros cargos. Al principio, Perry le hizo las mismas preguntas que le había hecho a Postglione sobre cómo manejarse en prisión. Más tarde, le dijo a Farris que quería hablar más en privado, lo que pudieron hacer a través de una rendija en la puerta de la celda de Farris.
Según Farris, Perry se ofreció a enviar su fianza si, a cambio, mataba a los Levine. Perry esperaba financiar el bono vendiendo una propiedad en México o quizás recibiendo un adelanto en efectivo por una novela que había escrito en 1997, en la que un detective investiga el asesinato de una mujer menuda de cabello oscuro. Después de un mes de estas conversaciones, Farris se lo contó a su abogado y los dos acudieron a la policía. Hicieron arreglos para que sus conversaciones con Perry se grabaran subrepticiamente. Perry le dio el número de Farris Arthur en México y una lista de palabras clave para que Arthur supiera que Perry había autorizado la llamada.
Posteriormente, Farris fue trasladado a la cárcel en el vecino condado de Williamson, y le dijo a Perry que había sido liberado. Perry le dio la dirección de los Levine en una hoja de papel. Después de la transferencia, las autoridades grabaron cinco conversaciones telefónicas separadas entre Farris y Arthur. El anciano le dijo la hora adecuada del día para ir a los Levine, dónde conseguir una pistola, qué tipo de calibre usar, llevar guantes quirúrgicos todo el tiempo y cómo llegar a Ajijic después.
Los planes parecían ir tan lejos como para que Arthur fuera al aeropuerto de Guadalajara para encontrarse con Farris bajo su nombre falso. Cuando llegó, un agente del FBI, que lo había tenido bajo vigilancia, lo recibieron y le dijeron que el hombre había sido detenido por las autoridades migratorias mexicanas. Arthur luego regresó a Ajijic. De vuelta en Nashville, Perry fue arrestado nuevamente y además acusado de dos cargos de solicitud para cometer asesinato por parte de los fiscales del condado de Davidson, y dos cargos de conspiración para cometer asesinato por parte de los fiscales federales. Arthur también fue acusado de los mismos delitos por las autoridades federales, pero permaneció en México, oficialmente fugitivo. Afirmó haber sido atrapado y prometió que resistiría enérgicamente cualquier intento de extraditarlo.

### Declaraciones incriminatorias a otros internos
Después de que Farris fuera transferido para que Perry pensara que había sido liberado, Perry conoció a Cornelius King, otro recluso cuya celda estaba al lado de la suya. Habló con King sobre sus hijos y su vida en México. En una de sus conversaciones, King testificó más tarde que Perry le contó lo que realmente había sucedido con Janet la noche que desapareció.
Los dos habían estado discutiendo sobre sus infidelidades; ella dijo que se iba a divorciar y "coger todo". Perry, dijo King, no quería eso, y después de eso su pelea se volvió física. Perry finalmente golpeó a Janet en la cabeza con una llave inglesa y afirmó que, dado que se había deshecho de su cuerpo quemándolo y vertiendo las cenizas en un lago, sería absuelto.
Otro recluso, Reno Martin, también tenía una celda al lado de Perry. Recordó que un día este había regresado de una de las audiencias de custodia de los hijos visiblemente agitado. Molesto por tener que lidiar con los Levine de nuevo, Perry exclamó: "Debería haber sido de ellos de quienes se había ocupado en lugar de..." y de repente se detuvo. Martin recordó que Perry se puso "pálido" después.

## Juicios
Perry era un delincuente condenado incluso antes de que comenzara su juicio por asesinato. En abril de 2006 fue declarado culpable de malversar 23 000 dólares del bufete de su suegro durante los dos años anteriores a la desaparición de Janet. Dos meses después fue declarado culpable de los cargos de conspiración de asesinato.
Dos meses después, casi diez años después de la desaparición de Janet, comenzó el juicio de Perry. Para evitar los efectos de la publicidad previa al juicio en el área de Nashville, los miembros del jurado fueron seleccionados del grupo del condado de Hamilton en la ciudad, y sede del condado, Chattanooga, y luego llevados a Nashville para ser recluidos mientras escuchaban el caso. Los fiscales presentaron un caso principal predominantemente circunstancial contra Perry, aumentado por algunas pruebas forenses y las declaraciones incriminatorias que Perry había hecho al detective Postiglione, el abogado mexicano, sus vecinos de la cárcel y a los Sakses. El manuscrito de su novela también fue presentado como prueba.
Moody, Goldshmid y Beard testificaron sobre lo que vieron en la casa de los March la mañana siguiente. Carolyn Levine habló sobre los crecientes problemas matrimoniales de la pareja, su cita con Janet para ver a un abogado de divorcios ese día y la queja de Perry de que Janet había arruinado su vida. La compañera de cuarto de la universidad de Janet, quien le presentó a Perry y luego se mudó a Nashville para practicar Medicina, le dijo al jurado que Perry la había amenazado después de que ella habló con los medios de comunicación, y que ella nunca supo que Janet retrocediera con su vehículo en un estacionamiento.
La fiscalía presentó a varios testigos para convencer al jurado de que Perry se había llevado el Volvo al complejo de apartamentos él mismo. Un residente que trabajaba para una aerolínea testificó que había regresado del trabajo alrededor de la 1 de la madrugada y había visto a Perry sorprendido caminando en una bicicleta de montaña junto a él. El dueño de una tienda de bicicletas explicó cómo se podía transportar una bicicleta de montaña en un sedán usando el botón de liberación rápida para quitar la rueda delantera, y dijo que una mancha de barro en el piso del Volvo en las fotografías tomadas del vehículo parecía consistente con habiendo sido dejado por un neumático de bicicleta. Finalmente, el vendedor de Volvo que se lo había vendido a las March dijo que estaba diseñado para sostener una bicicleta de montaña estándar sin la rueda delantera.
Otro detective dijo que las pruebas de laboratorio habían encontrado que el ADN mitocondrial en el cabello de la parte trasera del Volvo era consistente con las muestras recuperadas del cepillo para el cabello de Janet. Su testimonio fue complementado por un técnico forense del FBI que había analizado muestras de fibra de la parte trasera del Jeep de Perry. Eran coherentes con las fibras de la alfombra y sus colores coincidían con los que Marissa Moody había recordado haber visto en la alfombra oriental enrollada.
Al jurado se le mostró una cinta de video de una declaración dada por Arthur March, quien había sido arrestado en enero y aceptó un acuerdo de culpabilidad por los cargos de conspiración de asesinato de una sentencia reducida a cambio de ofrecer pruebas contra su hijo. Dijo que había pensado en matar a los Levine desde al menos 2002: "Eran mentirosos, eran animales políticos que usaban su posición en la mafia judía y su posición en el Partido Demócrata para conseguir lo que querían", lo que llevó a los Levine a reír suavemente mientras miraban. Tampoco tenía una buena opinión de su hija, llamándola "una típica [...] princesa judía-estadounidense [...] Todo lo que quería, si lo necesitaba, acudía a su padre. Que yo sepa, Perry estuvo allí con fines de exhibición".
Sin embargo, confirmó además que Perry la había matado esa noche y dijo que se había deshecho del disco duro del ordenador en el bosque a instancias de Perry. Después de eso, ofreció los primeros detalles sobre lo que se había hecho con el cuerpo. Unas semanas después del asesinato, dijo, Perry lo había llevado una noche a un área boscosa en el extremo norte de la ciudad, un lote de 100 acres (40 ha) cuyo comprador había representado recientemente, y le había dado instrucciones sobre dónde había escondido el cuerpo en una bolsa de hojas y luego se había marchado. Arthur lo encontró, lo recogió y dijo que pesaba alrededor de "50 a 60 libras" (23 a 27 kg). Después de que lo llevara de regreso al auto de Perry, los dos condujeron hacia el norte, a Bowling Green (Kentucky), donde se quedaron en un motel. Mientras Perry dormía, Arthur tomó su Jeep y condujo hasta el otro lado de la ciudad. Cuando amaneció, abandonó su plan original de tirarlo a un arroyo, ya que ninguno era lo suficientemente profundo, y en su lugar enterró la bolsa, la ropa de Janet y sus restos esqueléticos dentro de una gran pila de matorrales que encontró. No pudo encontrar la ubicación de la pila cuando los fiscales lo llevaron a Bowling Green nuevamente después de su acuerdo de culpabilidad, pero no obstante, encontraron que su relato era creíble.
El caso en jefe de la defensa de Perry consistió principalmente en atacar la credibilidad de King. Varios de los oficiales correccionales de la cárcel del condado de Davidson testificaron que se había quejado de fantasmas en su celda y agua que corría continuamente debido a un problema de plomería, y posiblemente había amenazado a Perry con daño físico para obtener comida extra de él. Su última evidencia fue una cinta de vídeo de una entrevista que Samson March le había dado a una estación de televisión en 2000, en la que recordó que su madre había ido a su habitación y se había despedido de él con un beso al salir, y luego la había visto saludando con la mano como ella se alejó.

### Condena y sentencia
El juicio duró una semana. El 17 de agosto, diez años y dos días después de que los fiscales alegaran que Perry asesinó a Janet, el jurado llegó a un veredicto después de diez horas de deliberaciones. Lo encontraron culpable de todos los cargos. Los Levine expresaron su gratitud al MNPD y los fiscales. Los abogados de Perry dijeron que apelarían ya que el caso en general era débil, aunque admitieron que las conversaciones grabadas entre Arthur, Perry y Farris habían sido una prueba muy sólida.
Tres semanas después, fue condenado por todos los delitos por los que había sido condenado ese año. Ni Perry ni los Levine hicieron ninguna declaración en la audiencia, aunque Mark Levine hizo leer una en el expediente. Perry recibió un total de 56 años de prisión. Una sentencia de cinco años por el robo se ejecutaría simultáneamente con 24 años por la conspiración de asesinato, después de lo cual sería una sentencia consecutiva de 32 años por el asesinato.
El mismo día que Perry fue condenado, su padre fue sentenciado. En el momento en que hizo su declaración de culpabilidad, sus abogados y el fiscal federal habían acordado que cumpliría 18 meses con un período más prolongado de libertad supervisada posteriormente. Sin embargo, el juez rechazó ese acuerdo a favor de una sentencia de cinco años. Tres meses después, el 21 de diciembre, Arthur murió en el centro médico de la prisión federal en Fort Worth (Texas).

## Apelaciones
Como habían dicho, Perry y sus abogados apelaron su condena ante la Corte de Apelaciones Penales de Tennessee (TCCA). Su principal alegación de error fue que el tribunal de primera instancia debería haber suprimido su conversación con Postiglione en el avión de Los Ángeles y las conversaciones grabadas entre él y Farris, y su padre y Farris. Todos ellos, argumentó Perry, se obtuvieron en violación de sus derechos de la Quinta y Sexta Enmienda contra la autoincriminación forzada y con la asistencia de un abogado, ya que en esos momentos estaba bajo custodia policial después de su arresto y acusación.
Afirmó que su conversación con Postiglione había sido coaccionada y que sus declaraciones no se habían hecho libremente. Tampoco había renunciado debidamente a su derecho a un abogado en ese momento. E incluso si lo hubiera hecho, agregó, las conversaciones fueron en gran parte negociaciones de acuerdo y, por lo tanto, inadmisibles según las reglas de prueba de Tennessee.
Perry admitió que sus conversaciones con Farris se habían referido principalmente a su intento de asesinar a los Levine, un crimen por el que no había sido acusado en ese momento, por lo que esas discusiones fueron admisibles en el juicio por ese cargo. Pero las declaraciones que había hecho sobre el asesinato de Janet durante esas discusiones no deberían haber sido hechas sin la presencia de un abogado. Los precedentes en los que se había basado el tribunal de primera instancia para permitirlos como prueba habían sido derogados, señaló Perry, siguiendo la sentencia del caso del pueblo de los Estados Unidos contra Bender, una decisión posterior del mismo Tribunal de Apelaciones del Primer Circuito federal que había decidido esos precedentes. También argumentó que sirvieron principalmente para acusar a su personaje sin ninguna relevancia para el delito acusado.
Además de las cuestiones constitucionales, Perry también afirmó que las cartas que le escribió a la asistente legal de Bass Berry, su testimonio y el borrador de su novela inédita fueron perjudiciales para él en un grado que superaron con creces su relevancia para el caso. Además, dijo que la imposición del estatuto de limitaciones sobre los cargos menores asociados con el asesinato de Janet durante el tiempo posterior a su salida del estado interfirió con su libertad de movimiento y le negó la misma protección de las leyes, ya que solo se aplicaba a los no residentes. Por último, dijo, incluso si ninguno de los errores del tribunal de primera instancia fue suficiente individualmente para justificar la revocación de la condena, el efecto acumulativo fue suficientemente perjudicial.

### Apelación estatal
La TCCA conoció el caso en 2010. A principios del año siguiente emitió su dictamen confirmando la condena. El juez Robert Woodall escribió para un panel unánime de tres.
Sobre el tema de la conversación de Perry con Postiglione, el tribunal determinó que los hechos de la conversación frustraron cualquier reclamo constitucional. El detective le había dicho claramente a Perry que no tenía la obligación de decirle nada sobre el crimen; Perry había respondido que era abogado y conocía sus derechos. También se puso de manifiesto la declaración inicial de Perry en el caso de visitas en el que había invocado su derecho de la Quinta Enmienda contra la autoincriminación más de una docena de veces, demostrando al tribunal de apelaciones que sabía cómo hacerlo si hubiera querido. De hecho, señaló el tribunal, el propio Perry lo había caracterizado como "dos tipos que mantienen una conversación cordial". Tampoco se le prohibió la admisión en virtud de la regla probatoria que citó, ya que se pretendía que se aplicara solo a las discusiones sobre acuerdos de asuntos civiles.
El tribunal determinó que las conversaciones de Perry con Farris fueron relevantes, ya que se dirigieron a la identidad de quien pudiera ser responsable del asesinato de Janet. Después de un largo análisis de diversos precedentes federales y estatales, donde la policía había obtenido declarar en contra de los acusados encarcelados trazado con investigadores encubiertos o informantes para cometer delitos que mejorarían su posición de prueba en los casos pendientes contra ellos, Woodall reiteró a la Corte Suprema de Estados Unidos la sentencia del caso McNeil v. Wisconsin, en el que quedó expuesto que el derecho a un abogado de la Sexta Enmienda es específico del delito y no se puede suponer que se aplique a las declaraciones que Perry hizo sobre el destino de Janet mientras conspiraba con Farris, ya que los dos delitos no estaban suficientemente relacionados.
Además, el caso de Perry podía distinguirse de los que había citado, ya que en su caso no había pruebas de que el gobierno hubiera iniciado la investigación como pretexto para recoger declaraciones incriminatorias sobre el cargo por el que había estado encarcelado en espera de juicio. E incluso si sus derechos de la Quinta y Sexta Enmienda hubieran sido violados por la conversación con Postiglione y las cintas del complot del asesinato, señaló la TCCA en último lugar, constituían una pequeña parte del caso general de la acusación. Si hubieran sido suprimidos, un jurado razonable aún podría haber condenado a Perry basándose en la abrumadora evidencia circunstancial, lo que haría que su inclusión fuera un error inofensivo.
Pasando a los argumentos no constitucionales, el tribunal tampoco quedó convencido. Las cartas a la asistente legal de Bass Berry, y su testimonio, hablaban directamente sobre el posible motivo de Perry para cometer el crimen, especialmente porque la defensa no se había opuesto a la introducción de su declaración de 1996 donde él había dicho que los pagos no eran un gran problema entre él y Janet. Aparte de dos o tres oraciones, agregó Woodall, las cartas no eran tan sexualmente explícitas. En cuanto al nuevo manuscrito, la defensa no se había opuesto a su presentación en el juicio y, por lo tanto, había renunciado a su derecho a que se examinara la cuestión en la apelación.
El tribunal también rechazó las afirmaciones de Perry sobre el tema del peaje. El caso que había citado como precedente, donde la Corte Suprema de Tennessee había anulado una acusación por delito grave de falta de manutención de un hombre de Texas que nunca había visitado, y mucho menos vivido, Tennessee, no era pertinente ya que, a diferencia de ese hombre, Perry había cometido su crimen en Tennessee y luego abandonó el estado. El caso Jones v. Helms de la Corte Suprema de Estados Unidos, de hecho, había confirmado el pago de peajes en un caso similar de falta de manutención en el que el acusado había abandonado su estado original de residencia, tal como lo había hecho Perry. De manera más general, el interés imperioso del estado en la persecución de delitos permite el gravamen del derecho a viajar creado por el peaje; dado que se aplicaba a cualquier persona que cometiera delitos en Tennessee y luego abandonara el estado independientemente de si vivían en Tennessee o no, cumplía con la carga de protección igualitaria. Perry tampoco había mostrado ninguna prueba de que se hubiera aplicado en su contra de manera perjudicial.
Dado que el tribunal había fallado en contra de Perry en todos los temas que planteó, no consideró que hubiera habido ningún efecto acumulativo. En julio de 2011, se le negó el permiso para apelar el caso ante la Corte Suprema de Tennessee.

### Petición delhabeasfederal
Sin más posibilidades de apelación en la corte estatal, Perry recurrió a las cortes federales. Desde su celda en el Complejo Correccional del Noreste, en las afueras de Mountain City (Tennessee), escribió a mano una petición de habeas corpus y la presentó ante el Tribunal de Distrito de los Estados Unidos para el Distrito Este de Tennessee en Knoxville. Pronto fue transferido al Distrito Medio, que cubre Nashville, como el lugar más apropiado.
Kevin H. Sharp, un juez recién nombrado, escuchó el caso. Perry agregó algunos desafíos a su condena por conspiración a sus argumentos en la apelación estatal:
- La acusación de conspiración acusó a Perry y Arthur de conspirar para matar a los Levine, pero los hechos presentados en ese juicio se centraron en la conspiración de Perry con un compañero de prisión que actuaba como agente del gobierno, lo que no puede conducir a una condena por conspiración;
- Las instrucciones del jurado en ese juicio también permitieron al jurado condenar a Perry por conspirar con un agente del gobierno debido en gran parte a las acciones de Arthur y Farris;
- Que se debería haber declarado un juicio nulo cuando Lawrence Levine acusó a Perry de delitos anteriores no imputados durante su testimonio;
- Y, por último, que el efecto acumulativo de los errores anteriores le negaba un juicio justo.[28]

En otra petición relacionada con su condena por asesinato, se centró en las cuestiones constitucionales en torno a su conversación en el avión con Postiglione y las declaraciones hechas durante el complot de asesinato relacionadas con la muerte de Janet. Argumentó que la TCCA se equivocó al asumir que él había iniciado la conversación en el avión y que la situación de haber estado bajo arresto y transportado miles de millas por aire era intrínsecamente coercitiva.
En junio de 2013, Sharp denegó ambas peticiones y plasmó su razonamiento en dos extensos memorandos de opinión que citaban extensamente el resumen del juicio de la TCCA. Si bien March había agotado sus recursos estatales, dijo Sharp, estaba limitado por las disposiciones de la Ley de Antiterrorismo y Pena de Muerte Efectiva de 1996 (AEDPA) en su revisión. Según sus términos, solo podía revocar las conclusiones de un tribunal estatal si había aplicado la ley federal de una manera irrazonable o claramente equivocada.

#### Caso de conspiración
Sharp reiteró la conclusión de la TCCA de que la acusación formal alegaba que Perry y Arthur conspiraron entre sí, y que la identidad de cualquier asesino real no era algo que el estado necesitaba probar como parte de su caso. Este hallazgo, dijo, no era incompatible con ninguna ley federal o precedente, ya que la Corte Suprema nunca ha exigido que los estados deben acusar a alguien que enfrenta cargos por delitos graves, o que una variación fáctica entre la acusación y el caso presentado sea necesariamente fatal para una condena.
Durante su apelación estatal, Perry no había planteado adecuadamente la cuestión de las instrucciones del jurado, escribió Sharp, por lo que no se le permitió plantearlas en su petición de habeas. Pero incluso si lo fuera, continuó el juez, no habría encontrado el asunto suficiente para decidir a favor de Perry. "Es posible que las instrucciones del jurado no hayan sido un modelo de claridad y podrían haber servido para confundir al jurado", escribió Sharp, "pero la determinación contraria del tribunal estatal se basó en gran medida en cuestiones de la ley estatal que definen los elementos del delitos que se imputan a March, que este Tribunal no está en condiciones de cuestionar".
Del mismo modo, Perry no había planteado la cuestión de la posible nulidad del juicio en un tribunal estatal de manera suficiente para preservarlo para la apelación, por lo que también se denegó la reclamación. Una vez más, Sharp se tomó el tiempo de explicar por qué probablemente lo habría negado si hubiera podido considerarlo desde el punto de vista del fondo. Perry no había demostrado la "necesidad manifiesta" de un juicio nulo requerido por la ley estatal, y la ley federal en ningún caso consideró que la negación de un juicio nulo se elevara automáticamente al nivel de una violación constitucional.
Por último, siguiendo a la TCCA, Sharp descubrió que, dado que no había habido ningún error que la ley le permitiera considerar, no podía haber un error acumulativo. También le negó a Perry un certificado de apelación, pero le recordó que aún podía obtener uno del Tribunal de Apelaciones del Sexto Circuito, con jurisdicción de apelación sobre los tribunales federales de Tennessee.

#### Caso de asesinato
Al día siguiente, Sharp emitió otro largo fallo confirmando la condena por asesinato. El expediente del juicio, que estaba obligado a aceptar, establecía claramente que Perry inició su conversación con Postiglione, y que el juez no tenía conocimiento de ninguna jurisprudencia que sugiriera que estar bajo arresto y ser transportado a la espera de juicio fuera intrínsecamente coercitivo. Por lo tanto, no hubo violación de la Quinta Enmienda.
Sin embargo, estuvo de acuerdo con Perry en que se había violado su derecho a un abogado, ya que nunca se le había dado una advertencia completa de Miranda antes de que tuviera lugar la conversación, y no era suficiente que la TCCA asumiera que Perry estaba plenamente consciente de sus derechos por virtud de haber sido en algún momento abogado en ejercicio. "Cualquiera que vea programas de crímenes en la televisión probablemente sea tan consciente como March de su derecho a un abogado", escribió Sharp, "pero este Tribunal no tiene conocimiento de ninguna excepción al requisito de que un acusado reciba una advertencia antes de renunciar a su derecho a un abogado que se aplica solo a los abogados o aquellos que han visto más de lo que les corresponde en Ley y orden.
Sharp tampoco estaba dispuesto a seguir la TCCA al no encontrar una violación de la Sexta Enmienda sobre la base de que Perry había iniciado la conversación o que Postiglione dijo que no lo consideraba un interrogatorio formal. El tribunal de apelaciones del estado, explicó, siguió los precedentes correctos pero los aplicó de manera irrazonable. Distinguió esos casos del de Perry al observar que en todos ellos, los acusados habían sido debidamente informados de sus derechos. Sin embargo, como había concluido la TCCA, se trataba de un error inofensivo, ya que era solo una de las muchas pruebas convincentes del expediente.
Sobre el tema de las conversaciones en la cárcel, Sharp discutió extensamente los precedentes en los que se basó la TCCA. Si bien consideró que Estados Unidos contra Bender, que Perry había argumentado que controlaba, era más apropiado para los hechos del caso de Perry de lo que había creído el tribunal de TCCA, finalmente estuvo de acuerdo con su conclusión de que el derecho de Perry a un abogado no había sido violado. La lectura de la TCCA de los precedentes pertinentes de la Corte Suprema, con el caso de Massiah v. Estados Unidos y Maine v. Moulton, ambos relacionados con los intentos del gobierno de utilizar agentes encubiertos o informantes para obtener información incriminatoria de un acusado que no lo sabía sobre un delito imputado, era diferente de cómo se había aplicado en el otro caso, pero no sin razón. Nuevamente, las conservaciones de la cárcel fueron solo una de las muchas pruebas.
Una vez más, Sharp no encontró evidencia de error acumulativo porque solo había encontrado un error y era inofensivo. Sin embargo, al denegar la petición, otorgó un certificado de apelación debido a la violación de la Sexta Enmienda que había encontrado. Perry presentó una apelación antes de fin de año.

### Apelación federal
Tres jueces de circuito, Eric L. Clay, Damon Keith y David McKeague, se reunieron para escuchar el caso. En junio de 2014, basándose en una revisión del expediente y las decisiones anteriores, tomaron su propia decisión confirmando el tribunal de distrito.
Keith escribió para el panel, que consideró solo las preguntas de la Sexta Enmienda sobre la conversación con Postiglione y las conversaciones en la cárcel. En el primero, los jueces no realizaron ningún análisis por su cuenta, simplemente asumieron por el bien del argumento que, como Sharp había encontrado, el derecho de Perry a un abogado había sido violado. Sin embargo, se unieron a Sharp y la TCCA para encontrar el error inofensivo debido al peso de las otras pruebas. El panel tuvo más que decir sobre las conversaciones en la cárcel. Aunque finalmente estuvo de acuerdo con el tribunal de distrito y la TCCA en que su inclusión fue un error inofensivo debido a la gran cantidad de otras pruebas, se apartó de revisiones anteriores al encontrar que el uso de declaraciones que incriminaban a Perry en el asesinato de Janet en conversaciones grabadas entre él y Farris en el juicio fue una violación de su derecho a un abogado de la Sexta Enmienda.
La TCCA y el tribunal de distrito se habían equivocado al aplicar McNeil y los casos posteriores al caso de Perry, escribió Keith. Más bien, Massiah y Moulton, dado que ambos involucraron intentos de obtener subrepticiamente declaraciones incriminatorias de los acusados ya acusados, estaban controlando. Y Bender ofreció el conjunto de hechos más cercano al caso de Perry. "Estaba claro que interrogar a March sobre el complot para asesinar a testigos del gobierno daría lugar a que March hiciera declaraciones incriminatorias sobre el cargo de asesinato, por el que ya estaba representado", escribió Keith. "March tenía derecho a un abogado presente como médium si el gobierno planeaba usar el testimonio en su caso de asesinato [...] concluimos que usar sus declaraciones en su caso de asesinato original fue una violación de su derecho a un abogado de la Sexta Enmienda".
Esta incapacidad para desenredar una investigación sobre un delito futuro propuesto y no acusado de la investigación de uno ya acusado había llevado al Primer Circuito a confirmar la decisión del tribunal de distrito de suprimir ese tipo de evidencia del juicio pendiente del acusado en Bender. Sin embargo, la Corte Suprema nunca había considerado un caso con esos hechos y, según la AEDPA, el Sexto Circuito, por lo tanto, no podía alterar la conclusión de que no se violaron los derechos de Perry. Perry había introducido un posible motivo de apelación más, que el panel examinó en una nota a pie de página. Arthur había testificado en su video deposición que la bolsa con los restos óseos de Janet pesaba, en su estimación, "de 50 a 60 libras" (23 a 27 kg), mientras que el experto del estado había dicho que los huesos habrían "pesado 15 libras" (6,8 kg) a lo sumo. Perry dijo que esto violó la "regla de los hechos físicos" según la cual un jurado puede ignorar los testimonios que contradigan hechos científicos o principios naturales.
Dado que Perry no se había opuesto a la inclusión de esa declaración en el juicio, el tribunal podía revisarla solo por error. Keith notó que la alfombra que vio Marissa Moody nunca se contabilizó más allá de la evidencia de fibra, y que Arthur también había testificado que había otros objetos en la bolsa de hojas además de los huesos. Por lo tanto, dijo, el jurado podría haber explicado razonablemente la discrepancia asumiendo que podría haber otros objetos en la bolsa.

### Petición de certiorari de la Corte Suprema
A Perry le quedaba una posible apelación más. Más tarde, ese año, le dijo a WTVF de Nashville que planeaba presentar una petición de certiorari ante la Corte Suprema. "Soy inocente y tengo la esperanza de que el sistema funcione como se supone", dijo. En junio de 2015, sin embargo, la Corte Suprema denegó la petición sin comentarios, agotando las apelaciones de Perry.

## Hechos posteriores
Todas las acciones judiciales civiles finalmente se resolvieron. Antes de que comenzara el juicio por asesinato de Perry, la Corte de Apelaciones de Tennessee confirmó la decisión de la corte de menores de 2005 que otorgaba a los Levine la custodia temporal de los niños. La acción de sucesión terminó cuando el tribunal evaluó una sentencia de 220 000 dólares contra los hermanos de Perry por dividir las posesiones de Janet que Perry se había llevado con él a Chicago entre ellos después de mudarse a México; esto fue confirmada en apelación al año siguiente con el permiso para apelar nuevamente denegado en 2008. Más tarde, en 2008, la TCCA confirmó la condena por robo de Perry, pero redujo su sentencia por el delito a tres años, ya que acordó con él que sus derechos de la Sexta Enmienda habían sido violados cuando la sentencia fue mejorada con base en un hecho no determinado por el jurado.
En la actualidad, Perry cumple condena en el Complejo Correccional del condado de Morgan, a las afueras de Wartburg (Tennessee). Trabaja como voluntario en la biblioteca jurídica de la prisión, ayudando a otros reclusos con sus apelaciones. En 2014, dijo a los reporteros de la cadena WTVF que, si bien tenía noticias de su hija Tziporah, que estaba considerando una carrera como enfermera, no llegó a saber de su hijo, Samson, quien hizo Ingeniería, desde su encarcelamiento. No será elegible para libertad condicional hasta 2038.
Ni el agotamiento de sus apelaciones penales ni su inhabilitación han disuadido el apetito de Perry por el litigio. En 2017, presentó una demanda de 200 páginas en la corte federal del Distrito Medio contra las empresas TDC y Aramark, su proveedor de alimentos, alegando discriminación religiosa. Afirmó que las comidas kósher que recibía no eran nutritivas ni estaban preparadas adecuadamente, y se hacía un esfuerzo deliberado por tratar de lograr que abandonara su régimen especial debido a problemas pasados con otros reclusos que afirmaban falsamente ser judíos y, por lo tanto, aumentan los costos de los alimentos.

## Legado
Después de que Perry fuese condenado, Lawrence y Mark Levine redactaron cambios a la ley de Tennessee para remediar lo que vieron como sus deficiencias, basándose en su experiencia luchando contra Perry en la corte de familia. Ampliaron los derechos de visita de los abuelos y permitieron a los jueces dar por terminada la custodia de los padres que se encontraran responsables penal o civilmente por la muerte del otro progenitor. Después de que se introdujeran en la legislatura de Tennessee, ambas cámaras las aprobaron rápidamente, con el apoyo unánime. Más tarde, Mark señalaría la experiencia cuando se postuló con éxito para un escaño en la Cámara de Delegados de Virginia en 2015.
Una galería de arte en el Centro Comunitario Judío Gordon de Nashville recibió el nombre de Janet como un monumento.